# Rudolf Stammler
Rudolf Stammler  (Alsfeld, 1856. február 19. - Wernigerode, 1938. augusztus 25. ) német jogtudós, jogfilozófus, egyetemi tanár, a Magyar Tudományos Akadémia külső tagja (1933). Nézetei nagy befolyást gyakoroltak mind az európai, mind a dél-amerikai jogi gondolkodásra. 

## Életpályája
Egyetemi tanulmányait Lipcsében fejezte be. Lipcsében kezdte pályafutását 1880-ban. 1882-től professzor volt Marburgban, Giessenben, 1885-től kezdve Halléban és végül Berlinben. Jogfilozófiáját a marburgi neokantianizmus követőjeként fejtette ki. Fő témája az ú.n. helyes jog volt.
1908-ban előadást tartott Helyes jog címmel a Magyar Jogászegyletben Budapesten.

## Nézetei
Stammler a történeti jogi iskolával és a materialisztikus történeti felfogással szemben kritikai alapon megalapította a szociális idealizmus rendszerét, amelynek értelmében a jog a társadalmi életnek egyik alapja, mert ezt mint egységes egészet monisztikusan kell felfogni. A társadalmi fejlődés, ebből a szempontból tekintve, szüntelen körforgás képét adja.

Stammler írja: 

„«Igazságosság» annyi, mint megegyezés a közösség gondolatával. Törvény akkor igazságos, ha kimutatható, hogy különös tartalma a közösség alapvető gondolatával megegyezik. «Jó erkölcsök», «méltányosság» stb. alatt nem valami misztikus etikai  hatalmat kell értenünk, hanem jogszabályokat, és pedig azokat, amelyek a különös esetben a közösség gondolatával megegyeznek. Mindezen esetekben egy-egy jogszabályról van tehát szó.... Helyes jog pedig nem valami ideális törvénykönyv, hanem az érvényes jog egy részéül van gondolva, azon részéül, amely a közösség gondolatával megegyezik. Ami azzal nem egyezik meg, ahol tévedés esett, vagy ahol talán egyszer rosszakarat is közrejátszott, az helytelen.”

## Főbb művei
- Die Behandlung des Römischen Rechts in dem juristischen Studium nach Einführung des Deutschen Reichs-Civilgesetzbuches. Akademische Antrittsrede. Mohr, Freiburg 1885.
- Praktische Pandektenübung für Anfänger. Veit, Leipzig 1893.
- Wirtschaft und Recht nach der materialistischen Geschichtsauffassung. Eine sozialphilosophische Untersuchung. Veit & Comp., Leipzig 1896.
  - Wirtschaft und Recht nach der materialistischen Geschichtsauffassung. Eine sozialphilosophische Untersuchung. Zweite verbesserte Auflage. Veit & Comp., Leipzig 1906.
- Theorie der Rechtswissenschaft. Scientia, Aalen 1970. Neudruck der 2. Auflage Halle 1923.
- Lehrbuch der Rechtsphilosophie. de Gruyter, Berlin 1970. 3. verm. Auflage. Unveränderter photomechanischer Nachdruck: de Gruyter, Berlin, Leipzig 1928.
- Die Lehre von dem richtigen Rechte. Wissenschaftliche Buchgesellschaft, Darmstadt 1964. Unveränderter reprografischer Nachdruck der neubearbeiteten Auflage: Halle (Saale) 1926.

## Díjai, elismerései
- a Magyar Tudományos Akadémia külső tagja (1933) [11]